# ワサト党
ワサト党（アラビア語: حزب الوسط الجديد、New Center Party）は、エジプトの政党。正式には新ワサト党だが、一般的にワサト党といわれる。政党としての認可を1996年から求めてきたが、正式に政党としての認可を受けたのは革命後の2011年2月19日である。党首は、アブールアラー・マーディー。
2011年から2012年にかけて行われた人民議会選挙では、10議席を獲得した。
自由公正党などとイスラーム勢力として一括りにされる事が多いが、2012年1月23日の人民議会議長選出にあたっては、自由公正党のムハンマド・サアド・カタートニーに対抗し、副党首のイサーム・スルターンが候補者となった（結果399票対87票で敗北）。
2012年の大統領選挙においては、アブドルモネイム・アブールフトゥーフを支持した。2012年8月に発足したヒシャーム・カンディール内閣には、幹部のムハンマド・マフスーブが議会問題相として入閣したが、内閣改造を前に2012年12月に辞任した。